# Aedes aureolineatus
Aedes aureolineatus är en tvåvingeart som beskrevs av Berlin 1969. Aedes aureolineatus ingår i släktet Aedes och familjen stickmyggor. Inga underarter finns listade i Catalogue of Life.